# Николаевское сельское поселение (Пролетарский район)
Николаевское сельское поселение — муниципальное образование в Пролетарском районе Ростовской области.
Административный центр поселения — хутор Николаевский 2-й.

## Административное устройство
В состав Николаевского сельского поселения входят:
- хутор Николаевский 2-й
- посёлок Гудило
- хутор Красный Скотовод
- хутор Степной

## Население
| 2010  | 2012  | 2013  | 2014  | 2015  | 2016  | 2017  |
| ----- | ----- | ----- | ----- | ----- | ----- | ----- |
| 1538  | ↘1526 | ↘1506 | ↘1490 | →1490 | ↗1491 | ↘1476 |
| 2018  | 2019  | 2020  | 2021  |       |       |       |
| ↘1458 | ↘1443 | ↘1436 | ↗1450 |       |       |       |